# Cosmina Stratan

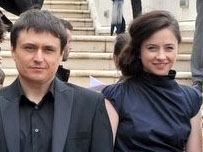
Cosmina Stratan gemeinsam mit Cristian Mungiu bei der Premiere von Jenseits der Hügel in Cannes (2012)

Cosmina Stratan (* 20. Oktober 1984 in Iași) ist eine rumänische Journalistin und Schauspielerin. Bekanntheit erlangte sie durch ihr Spielfilmdebüt in dem preisgekrönten Drama Jenseits der Hügel (2012).

## Biografie
Cosmina Stratan wuchs mit einer Schwester in Iași auf. Die Tochter eines Arztes besuchte die renommierte Schule „Costache Negruzzi“ sowie die Universität Alexandru Ioan in ihrer Heimatstadt, wo sie bis 2009 Journalismus und Kommunikationswissenschaft studierte. Stratan arbeitete daneben bei der wöchentlich erscheinenden Studentenzeitung Opinia Studențească und dem lokalen Fernsehsender TVR Iași. Nach Abschluss ihres Studiums übersiedelte sie nach Bukarest und war als Journalistin für Antena 3 tätig. Bei dem rumänischen Fernsehsender war Stratan als Reporterin für das Format „Reporter spezial“ von Vlad Petreanu zu sehen. Ihre Arbeit brachte Stratan mehrere Preise ein.
Ab Herbst 2008 wechselte Stratan ins Schauspielfach und absolvierte ein entsprechendes Studium an der Nationaluniversität der Theater- und Filmkunst „Ion Luca Caragiale“ (UNATC) in Bukarest. Während ihrer Ausbildung nahm Stratan erste Rollen in Kurzfilmen an.
Nach ihrem Schauspielstudium gab Stratan 2012 zusammen mit Cristina Flutur ihr Spielfilmdebüt in Jenseits der Hügel von Cristian Mungiu, der früher ebenfalls für die Opinia Studențească gearbeitet hatte. Der Film erhielt im selben Jahr eine Einladung in den Wettbewerb der 65. Internationalen Filmfestspiele von Cannes, wo Stratan und Flutur mit dem Darstellerpreis des Filmfestivals ausgezeichnet wurden. Für ihre Porträts der Voichița und Alina hatte die Wettbewerbsjury um den italienischen Schauspieler und Regisseur Nanni Moretti den im Kino noch unerprobten Darstellerinnen den Vorzug vor so bekannten Schauspielerinnen wie Nicole Kidman (The Paperboy) oder Marion Cotillard (Der Geschmack von Rost und Knochen) gegeben. Stratan und Flutur sind die ersten rumänischen Schauspielerinnen, die in Cannes triumphieren konnten.

## Filmografie (Auswahl)
- 2012: Jenseits der Hügel (După dealuri)
- 2013–2014: Rãmâi cu mine (Fernsehserie, zwölf Folgen)
- 2015: Les territoires du silence (Kurzfilm)
- 2016: Shelley
- 2016: Helen Dorn – Die falsche Zeugin
- 2016: Tatort: Klingelingeling (Fernsehreihe)
- 2017: Nord Nord Mord – Clüver und die tödliche Affäre (Fernsehreihe)
- 2018: Cobain
- 2018: Dragoste 1: Câine
- 2019: Nicht dein Mädchen (Un confine incerto)
- 2021: Niemand kommt hier lebend raus (No One Gets Out Alive)
- 2022: Bruder und Schwester (Frère et sœur)
- 2022: Strafe – Subotnik (Fernsehreihe)

## Auszeichnungen
- 2012: Darstellerpreis der Internationalen Filmfestspiele von Cannes für Jenseits der Hügel (gemeinsam mit Cristina Flutur)
- 2014: Rumänischer „Shooting Star“ auf den Internationalen Filmfestspielen Berlin